# Psylliodes marcidus
Psylliodes marcidus es una especie de insecto coleóptero de la familia Chrysomelidae.
Fue descrita científicamente en 1807 por Illiger.